# Ö̀
Ö̀ (minuscule : ö̀), appelé O tréma accent grave, est une lettre latine utilisée dans l’écriture du bribri et du hopi.
Elle est formée de la lettre O avec un tréma suscrit et un accent grave.

## Représentations informatiques
Le O tréma accent grave peut être représenté avec les caractères Unicode suivants : 
- précomposé (supplément Latin-1, diacritiques) :

| formes    | représentations | chaînes de caractères | points de code | descriptions                                             |
| --------- | --------------- | --------------------- | -------------- | -------------------------------------------------------- |
| capitale  | Ö̀               | Ö◌̀                    | U+00D6 U+0300  | lettre majuscule latine o tréma diacritique accent grave |
| minuscule | ö̀               | ö◌̀                    | U+00F6 U+0300  | lettre minuscule latine o tréma diacritique accent grave |

- décomposé (latin de base, diacritiques) :

| formes    | représentations | chaînes de caractères | points de code       | descriptions                                                         |
| --------- | --------------- | --------------------- | -------------------- | -------------------------------------------------------------------- |
| capitale  | Ö̀               | O◌̈◌̀                   | U+004F U+0308 U+0300 | lettre majuscule latine o diacritique tréma diacritique accent grave |
| minuscule | ö̀               | o◌̈◌̀                   | U+006F U+0308 U+0300 | lettre minuscule latine o diacritique tréma diacritique accent grave |